# 赵荣宪
赵荣宪，中华人民共和国政治人物、外交官。
2005年，接替李连甫，担任中华人民共和国驻古巴大使。2010年，接替张拓，担任中华人民共和国驻委内瑞拉大使。

## 荣誉

### 外国勋章奖章
- 一等弗朗西斯科·德米兰达勋章（委内瑞拉，2015年6月15日于加拉加斯观花宫颁发[3]）